# West Inc.
West Inc. var en svensk europopgrupp från Märsta. Gruppen var verksam från cirka 1993 till 1998. Gruppen hade sin storhetsperiod mellan 1994 och 1995 och man gjorde bland annat en del uppträdanden i Sverige, till exempel på Pipeline i Sundsvall i februari 1995. SR P3 spelade in livekonserten i samarbete med Sidelake och återutsände den i P3 Live 22 februari 1995. 

## Medlemmar
- Horpe (Henrik Westman) Märsta
- Doggy (Johan Eriksson) Almunge
- Barneth (Mikael Lindqvist) Märsta/Hälleforsnäs
- Pärra (Stefan Persson) Märsta
- Mimers (Mimmi Siegel) Stockholm

## Diskografi
Singlar
- Set Your Body Free (1993)
- You Are My Lover (1994)
- I'm Gonna Get You.... (1994)
- Rhythm Takes You Higher (1994)
- Mr. Livingstone (1995)
- The Wonder (1998)